# St. Martinville
St. Martinville är administrativ huvudort i Saint Martin Parish i Louisiana. Vid 2010 års folkräkning hade St. Martinville 6 114 invånare.

## Kända personer från St. Martinville
- Jeff Landry, politiker